# Файдыш, Татьяна Андреевна
Татьяна Андреевна Файдыш (род. 21 января 1955 года, Москва, РСФСР, СССР) — российский художник-живописец, член-корреспондент Российской академии художеств (2007).
Отец — Андрей Петрович Файдыш-Крандиевский (1920—1967) — советский скульптор-монументалист.
Мать —  Лия (Лидия) Ильинична Ольшанецкая-Файдыш (1924—1979), художник, книжный график. Окончила художественную школу и Московский художественный институт имени В.И.Сурикова (1946) Работала в качестве художника в театре кукол С.В. Образцова. Родители Лии Ильиничны — архитектор Илья Ольшанецкий (1886–1955) и Лидия Ольшанецкая (урожденная — Берг; 1899–1975), художница, которая начала творить уже в зрелом возрасте в жанре наивного искусства.
Сестра — Марина Андреевна Файдыш (Файдыш-Ольшанецкая; род. в 1946), художник-график.
Трое детей: два сына и дочь (близнецы-тройняшки):
- Александр Саленков, искусствовед, куратор.
- Кирилл Саленков[4][5], художник-сценограф, автор костюмов.
- Мария Саленкова.

## Биография
Родилась 21 января 1955 года в Москве.
В 1973 году — окончила Московскую среднюю художественную школу, в 1980 году — окончила Московский художественный институт имени В. И. Сурикова, мастерская станковой живописи профессора Т. Т. Салахова.
С 1983 года — член Московского союза художников.
С 2004 по 2006 годы — преподавала живопись и рисунок в Институте дизайна и новых технологий.
В 2007 году — избрана членом-корреспондентом РАХ от Отделения живописи.
Работы находятся в государственных музеях России и за рубежом.